# 50 Ways to Say Goodbye
"50 Ways to Say Goodbye"  é uma canção da banda americana de rock Train, que está no seu sexto álbum de estúdio California 37. Foi lançado oficialmente como single nas rádios dos Estados Unidos em 11 de junho de 2012. Foi feito também um videoclipe para a canção, com a participação do ator David Hasselhoff.

## Faixas
- Download digital

1. "50 Ways to Say Goodbye" – 4:08

- CD single[3]

1. "50 Ways to Say Goodbye" – 4:08
2. "Brand New Book" – 3:47

## Paradas posição
| Paradas (2012)                                | Melhor posição |
| --------------------------------------------- | -------------- |
| Austrália (ARIA)                              | 16             |
| Bélgica (Ultratip Bubbling Under de Flandres) | 2              |
| Canadá (Canadian Hot 100)                     | 17             |
| República Checa (Rádio Top 100)               | 4              |
| Israel (Media Forest)                         | 8              |
| Países Baixos (Dutch Top 40)                  | 14             |
| Reino Unido (UK Singles Chart)                | 50             |
| Estados Unidos (Billboard Hot 100)            | 20             |
| Estados Unidos (Billboard Mainstream Top 40)  | 17             |
| Estados Unidos (Billboard Adult Top 40)       | 4              |
| Estados Unidos (Billboard Adult Contemporary) | 20             |

## Certificações
| País — Certificador   | Certificação (limiares de vendas) |
| --------------------- | --------------------------------- |
| Austrália — ARIA      | Platina                           |
| Estados Unidos — RIAA | 3× Platina                        |

## Lançamento
| País           | Data                | Formato                          | Gravadora                    |
| -------------- | ------------------- | -------------------------------- | ---------------------------- |
| Estados Unidos | 11 de junho de 2012 | Adult contemporary (rádios)      | Columbia Records, Sony Music |
| Estados Unidos | 31 de julho de 2012 | Contemporary Hit Radio (airplay) | Columbia Records, Sony Music |